# 威爾伯頓 (堪薩斯州)
威爾伯頓（英語：Wilburton）是位於美國堪薩斯州莫頓縣的一個非建制地區。

## 地理
威爾伯頓所處的海拔為高於海平面1047米（即3435英呎），而該地所採用的時區為UTC-6，即北美中部時區（CST）。同時該地設有夏令時間，為UTC-6調快一小時，即UTC-5（CDT）。